# Roger 2. af Sicilien
Roger 2. af Sicilien (22. december 1095 i Mileto –  26. februar 1154 i Palermo), kendt som Roger de Hauteville på fransk og Ruggero il normanno ("normanneren Roger") på italiensk, var den første konge af Kongeriget Sicilien fra 1130 til 1154.
Han var den næstældste søn af grev Roger 1. af Sicilien og dennes hustru Adelaide af Vasto og tilhørte Hauteville-slægten. Han efterfulgte sin bror Simon, der døde, mens de begge var børn. Han blev greve af Sicilien i 1105, og i 1127 blev han tillige hertug af Apulien og Calabrien. I 1130 lod han sig krone som konge af Sicilien, og i hans regeringstid lykkedes det for første gang at få samlet alle de normanniske besiddelser i Syditalien under et stærkt, centraliseret styre.

## Baggrund
I begyndelsen af det 11. århundrede kom de første normanniske eventyrere til Syditalien, hvor de kæmpede mod både saracenerne og det byzantiske kejserrige. I begyndelsen var de lejesoldater, men i løbet af et århundrede blev de herskere over hele Italien syd for Rom. 
Da Roger 2. blev født i 1095, regerede hans far over Sicilien, og havde stor indflydelse i det øvrige Syditalien, hvor hans nevø Roger Borsa var hertug af Apulien og Calabrien, mens grandnevøen Richard 2. var fyrste af Capua. Ud over disse tre var der i Syditalien en række grever, der i princippet var deres vasaller, men som i praksis ofte gjorde, som de selv ville.
Roger 1. havde en del problemer med arvefølgen. Med sin første hustru, Judith af Evreux, fik han tre døtre. Da hun døde, giftede han sig med Eremberge af Mortain og fik endelig en søn, plus fire døtre. Men én søn var ingen garanti (og han overlevede heller ikke sin far), så da Eremberge døde, giftede Roger, der nu var omkring 56, sig med den 43 år yngre Adelaide af Vasto. Med hende fik han to sønner og en datter, og hermed var arvefølgen sikret. Den ældste søn, Simon, blev greve ved faderens død i 1101. Han var da otte år, og levede kun fire år mere, men lillebror Roger var mere livskraftig, og han førte dynastiet videre.

## Regeringstid

### Regent på Sicilien
Da hans storebror Simon døde i 1105, arvede Roger titlen som greve af Sicilien. Landet blev fortsat regeret af hans mor, Adelaide af Vasto. Moderen havde gode rådgivere, blandt andet den nyudnævnte emir (general/admiral) Christodulus af Palermo.
I 1112 blev Roger myndig og han overtog selv styret. I et dokument fra 12. juni samme år, omtales han som "nu ridder, nu greve af Sicilien og Calabrien"
I 1113 tog hans mor imod et frieri fra kong Baldwin af Jerusalem og sejlede østpå. Hun var så velhavende, at der måtte en mindre flåde til for medbringe værdierne. Roger kendte udmærket til kong Baldwins kroniske pengemangel, men udsigten til en tabt arv blev opvejet af en passus i ægteskabskontrakten, der sagde, at hvis Baldwin og Adelaide døde barnløse (hvilket var sandsynligt, brudens alder taget i betragtning), ville titlen som konge af Jerusalem gå i arv til Roger.
Baldwin blev alvorligt syg i 1117, og det lykkedes Jerusalems patriark, Arnulf, at overbevise ham om, at han for at blive rask måtte forvise Adelaide og tage sin tidligere hustru tilbage. Baldwin kom sig, men nøjedes med at efterleve første del af påbuddet, så den forsmåede dronning blev sendt tilbage til Sicilien – uden penge – og Roger måtte se sin arveret forsvinde. Herefter var der ondt blod mellem Roger og korsfarerstaterne.
Roger giftede sig med Elvira, datter af kong Alfonso 6. af Kastilien, og hun fødte ham fire sønner og en datter, så arvefølgen fortsat var sikret.
Rogers grandnevø, hertug Vilhelm af Apulien, havde store problemer med sine lensmænd, og i 1122 bad han om hjælp til at sætte grev Jordan af Ariano på plads. Rogers pris var høj: I stedet for halvdelen af indtægterne fra Calabrien, ville han havde det hele, og de gamle hertugelige krav på indtægter fra Sicilien (der ganske vist ikke var blevet honoreret længe) skulle slettes permanent. Vilhelm accepterede.

### Regent i Syditalien
Rogers indflydelse i Apulien blev yderligere styrket, da Vilhelm i 1125 lovede ham arveretten til hertugdømmet, hvis hans ægteskab skulle forblive barnløst. Det gjorde det, men da Vilhelm døde i 1127, havde han ikke skrevet løftet ind i nogen form for testamente, og Roger måtte bruge al sin politiske snilde for at blive udråbt som ny hertug. Så snart han var tilbage på Sicilien i efteråret 1127, blev der lagt planer for at tage riget fra ham. Bagmanden var pave Honorius 2., der absolut ikke ønskede et samlet normannisk Syditalien, men i stedet håbede at kunne fortsætte den traditionelle pavelige politik, der gik ud på at spille de normanniske fyrster ud mod hinanden. I december 1127 lykkedes det ham at skabe en alliance af normanniske fyrster, med Robert 2. af Capua som den mest betydningsfulde deltager og med Rogers svoger Ranulf af Alife som en de øvrige. Roger blev lyst i band, og alliancen fik nærmest status som korstog.
Roger måtte endnu engang i felten – selv om hans typiske modvilje mod direkte kamp i første omgang førte til et fejlslagent forsøg på at bestikke modstanderne – og i løbet af 1128 tog han Apulien og de øvrige områder i Syditalien tilbage. Denne gang blev det gjort mere grundigt: Fyrstedømmet Taranto, (hvis fyrste Bohemund 2. sad langt væk i sin anden besiddelse, fyrstedømmet Antiochia) blev ligeledes erobret i 1128. Bohemund, der var søn af Rogers fætter af samme navn havde ellers gjort krav på hele Apulien ved hertug Williams død. Roger tog titlen som fyrste af Taranto og gav den senere videre som honorær titel til medlemmer af sin familie. Pave Honorius sluttede fred og anerkendte Roger som hertug, og i 1129 måtte Robert af Capua nødtvungent bekræfte Hauteville-familiens krav på overhøjhed over fyrstedømmet Capua, på basis af en aftale fra 1098, da Hauteville familien hjalp Drengot-slægten tilbage på tronen i Capua.

### Kongedømmet oprettes
I februar 1130 døde pave Honorius, og der var to kandidater til at efterfølge ham. Roger støttede Anaklet 2. i striden med Innocens 2., og som tak udsendte Anaklet i september 1130 en bulle, der officielt udråbte Roger til konge af Sicilien og hersker over Apulien, Calabrien og Capua. Kroningen fandt sted juledag 1130 i Palermo under stor festivitas og med ærkebispen af Palermo, fyrsten af Capua, samt Anaklets udsendte kardinal som de øvrige hovedpersoner i ceremonien.  
Men Innocens havde stærke støtter. Den berømte abbed Bernhard af Clairvaux sørgede for, at der blev dannet en koalition mod Anaklet og hans "halvt hedenske konge", og han fik både Ludvig 6. af Frankrig, Henrik 1. af England og den tyske konge (og kommende tysk-romerske kejser) Lothar 3. med i alliancen. Bernhard og Innocens mødte Lothar i Liege i marts 1131, og de fik ham til at love, at han ville sende en hær til Rom, så Anaklet kunne blive fordrevet fra byen.
Roger havde travlt med at udbygge sin position i Syditalien, og allerede i februar 1131 sendte han besked til byen Amalfi om, at han ønskede at få udleveret nøglerne til byens fæstning, så han kunne bemande den med sine egne folk. Dette var i direkte modstrid med den aftale, han havde lavet med byen i 1127, og indbyggerne afslog. Roger sendte en flåde af sted for at blokere byen fra søsiden, og senere fulgte en hær, der belejrede byen fra landsiden. Byen fik ingen hjælp udefra, og måtte snart overgive sig. Da nyheden om overgivelsen nåede den nærliggende by Napoli, der også traditionelt var et selvstændigt område, skyndte hertug Sergius 7. sig at erklære sig som vasal af Roger, og i sommeren 1131 var således hele det område, Anaklet havde tildelt Roger i september året før, også i praksis en del af hans rige.

### Oprør i Syditalien
Nyheden om koalitionen mod Roger, og især det faktum, at Rogers hær var tilbage på Sicilien, hvor han traditionelt tilbragte vinteren, udløste i efteråret 1131 et nyt oprør i Apulien, under ledelse af Tancred af Conversano og Grimoald af Bari, og ved juletid havde oprørerne erobret Brindisi. Det var ikke Rogers eneste problem: Rygterne om, at en tysk hær var på vej mod Rom, gav uro i byen, og Anaklet følte pavetronen vakle under sig. I marts 1132 sendte Roger sine vasaller Robert af Capua og Ranulf af Alife til Rom med 200 riddere. Så blev der ro, og de to ret upålidelige forbundsfæller var foreløbig godt af vejen. Derpå kunne Roger generobre de oprørske områder i Apulien.
Men Robert og Ranulf blev ikke i Rom. Ranulfs hustru – kong Rogers søster – forlod ham, og hans oprørske bror fik sine lande konfiskeret af kongen. Ranulf forlangte både hustru og lande tilbage, men kongen afslog, og stik mod de ordrer, de havde fået, tog Ranulf og Robert så sydpå og samlede i forsommeren 1132 en hær på 3.000 riddere og måske 30.000 mand fodfolk. Roger samlede sin egen hær, og da oprørerne fik adgang til den pavelige by Benevento, der ellers på papiret skulle have støttet Roger, lod han i stedet sin hær belejre Nocera, der var en af Robert af Capuas vigtigste befæstede byer. Belejringen blev kort, for få dage senere ankom oprørshæren, og i slaget ved Nocera, 24. juli 1132 led Roger nederlag, og han måtte flygte til residensbyen Salerno, i følge overleveringen blot med fire overlevende riddere. Oprørerne delte det vældige krigsbytte, men forsøgte ikke at angribe Salerno, og Roger kunne i kraft af sit overherredømme til søs sejle uantastet tilbage til Sicilien i efteråret.
I august 1132 – efter blandt andet at være blevet forsinket af oprør i Tyskland – drog Lothar og hans hustru endelig som lovet af sted mod Italien. Lothar havde kun en lille hær med sig, og da han ankom til Rom i april 1133, var han blot i stand til at besætte den del af byen, der lå på venstre side af Tiberen, så Anaklet havde fortsat kontrol med Peterskirken og de pavelige borge på højre bred. Det betød, at Innocens måtte indsættes som pave i Laterankirken, og samme sted fandt også den kroning sted, der i juni officielt gjorde Lothar til tysk-romersk kejser. Det viste sig hurtigt, at da kroningen var overstået, havde Lothar intet behov for at blive i Italien. Få dage senere forlod han byen med sin hær, og både Innocens og de syditalienske oprørere appellerede forgæves om hjælp. Så snart han var væk, udbyggede Anaklet sin indflydelse i Rom, og i august 1133 måtte Innocens igen forlade den hellige stad.
Samtidig med, at begivenhederne udspillede sig i Rom i 1133, var Roger vendt tilbage fra Sicilien til fastlandet med en ny hær. I sine foregående kampagner havde han holdt igen med andelen af muslimske soldater, for ikke at støde den kristne befolkning, men denne gang var situationen for alvorlig til sådanne hensyn. Den nye hær var overvejende muslimsk, og med den erobrede Roger i løbet af foråret og sommeren 1133 alle de oprørske byer i Apulien og brændte dem ned til grunden, mens oprørslederne blev henrettet. I oktober 1133 kunne han vende tilbage til Sicilien i forvisning om, at der nu kun var Campanien tilbage at nedkæmpe.
Roger var tilbage på fastlandet i foråret 1134. Ranulf måtte overgive sig, og Robert af Capua rejste til Pisa for at få hjælp, og i hans fravær overgav byen sig. Oprørerne havde ellers fået tilsagn om støtte i form af skibe og tropper fra Genova og Pisa, men hjælpen kom ikke, og der gik mange rygter om, at det skyldtes bestikkelse fra Rogers side. Sicilien var særdeles rigt, og Roger havde et godt øje for, hvornår det kunne betale sig, at betale sig fra problemerne. Det år kunne han allerede i juli sejle retur til Palermo i forvisning om, at oprøret var forbi.
Kejser Lothar stillede sig i 1135 i spidsen for et ny alliance, der også omfattede Pisa, Genova og sågar den byzantinske kejser. Alliancepartnerne var især bekymrede over den tiltagende normanniske handel og indflydelse i Middelhavet, og kejser Lothar havde stadigvæk til gode at genindsætte Innocens. En flåde fra Pisa ankom til Napoli i 1135, medbringende Robert af Capua, og snart flammede oprøret igen op i Campanien. Roger kom tilbage fra Sicilien i juni, og han indledte en belejring af Napoli, men da han sidst på året rejste tilbage, holdt byen stadig stand. På den politiske front havde Roger i 1135 sørget for at tildele sine sønner titlerne som hertug af Apulien (Roger 3.) og fyrste af Capua (Alfonso), mens Tancred allerede i 1132 var blevet fyrste af Bari.

### Kejseren angriber
I august 1136 havde Lothar fået samlet en imponerende hær i Würzburg, med svigersønnen hertug Henrik den Stolte af Bayern som den mest betydningsfulde af en lang række fyrster, der mødte op med deres krigsfolk. Hæren satte kurs mod Brennerpasset samme måned, og var i februar 1137 nået til Bologna. Her delte kejseren sine styrker, og han drog selv langs kysten af Adriaterhavet mod Apulien, mens hertugen af Bayern fik ordre om at føre resten af hæren gennem Toscana via Rom og Monte Cassino til Bari, hvor tropperne skulle forenes. De to kejserlige hære overvandt de byer i Mellemitalien, der vovede at gøre modstand, men hertug Henrik valgte at gå uden om Rom, da han anså det for vigtigere at slå kong Roger end at belejre Rom. Når Roger var slået, ville Anaklet stå magtesløs, helt uden venner. I slutningen af maj 1137 genforenedes de kejserlige styrker i Bari som aftalt, og Campanien og Apulien var igen under kontrol af de lokale fyrster. Roger foretog sig ikke ret meget i samme tidsrum. Han blev på Sicilien, for han vidste, at tiden arbejdede for ham: Hvis kejseren skulle afsætte ham, blev han nødt til at drage ned gennem Calabrien og derefter foretage en farlig landsætning på Sicilien. Det havde kejseren hverken tid eller lyst til. Han nøjedes med at indsætte Ranulf af Alife som hertug af Apulien i august, og senere samme måned begyndte han hjemturen, nu som en syg mand. I november nåede hæren Alperne, og den 3. december 1137 døde Lothar i landsbyen Breitenwang i Tyrol.
Så snart Lothar var rejst nordpå, gik Roger i gang med endnu en gang at generobre Syditalien. I oktober havde han kontrol over Campanien, men i Apulien havde Ranulf samlet en stor styrke, der blandt andet talte 1.500 riddere, som Lothar havde ladet blive i Italien. Da Roger og hans hær gik til angreb ved Rignano den 30. oktober, blev kongen for anden gang slået på flugt af Ranulf. Det forsmædelige nederlag fik imidlertid ikke den store effekt: Byerne i Campanien holdt sig i ro, og selv om Ranulf foreløbig ikke var til at drive ud af Apulien, var han isoleret, omgivet af Rogers landområder. Slaget ved Rignano gav oven i købet en bonus til Roger, fordi hertug Sergius af Napoli (der havde skiftet side så mange gange, at det var svært at holde styr på), denne gang kæmpede sammen med Roger og faldt i slaget. Hans hertugdømme blev herefter en integreret del af kongeriget, og Rogers søn Alfonso af Hauteville fik den ceremonielle hertugtitel i tilgift til fyrstetitlen af Capua. I januar 1138 døde Anaklet i Rom, og i maj kunne Innocens 2. endelig overtage Peterskirken og resten af Vatikanet. Innocens var ikke indstillet på at slutte fred med Roger, men det fik ingen betydning. Roger gjorde klar til en ny kampagne i Apulien og midt under den – i april 1139 – døde Ranulf, og dermed brød oprøret definitivt sammen.

### Kongedømmet konsolideres
Efter Anaklets død satte Roger sine udsendinge i sving med at få pave Innocens til at anerkende kongetitlen, men uden succes. Innocens ønskede at fortsætte den hidtidige pavelige politik, der gik ud på at spille de normanniske fyrster ud mod hinanden, og derfor krævede han, at Robert af Capua fik sit fyrstedømme tilbage, hvilket Roger kategorisk nægtede at gå med til. I sommeren 1039 udrustede Innocens en hær og i Campanien forhandlede han med Roger og gentog sine krav. Roger nægtede stadig at genindsætte fyrst Robert, og han afbrød til sidst forhandlingerne med en besked om, at han havde ærinder nordpå i Sangro-dalen. Innocens troede nu, at vejen til Capua var fri, og hans hær satte sig i bevægelse. Men normannerne var ikke draget nordpå, og den 22. juli blev den pavelige hær blokeret ved Galluccio, og før han nåede at trække sig tilbage, faldt Innocens og hans tropper i et baghold, der blev ledet af kong Rogers søn Roger 3. af Apulien. Innocens blev taget til fange, og tre dage senere skrev han under på en erklæring, der bekræftede Rogers kongedømme, Roger 3.'s hertugtitel og Alfonsos fyrstetitel i Capua. (Den næstældste søn Tancred var død i 1138). Grænsen mellem pavestaten og kongeriget skulle mod vest gå ved Garigliano-floden, men østpå var grænsedragningen mere tvivlsom. Rogers sønner gik straks i gang med at erobre Abruzzo, der udgjorde det omstridte område, og først i oktober 1144 blev der sluttet en våbenstilstand, der fastlagde den grænse, som de næste godt 700 år adskilte kongeriget fra resten af Italien. Sønnen Alfonso havde mistet livet under kampene i Abruzzo, men der var stadig hertug Roger og den unge William tilbage.   
I Apulien manglede kong Roger blot at generobre den vigtige by Bari, hvis 50.000 indbyggere havde levet trygt bag tykke fæstningsmure. Roger indledte en belejring i eftersommeren 1139, og efter to måneder var byens ledere parat til at kapitulere. De betingede sig dog, at der ikke skulle ske plyndring – hvilket ellers var sædvanligt for byer, der ikke overgav sig straks – og at alle fanger skulle udveksles og at ingen af de implicerede i øvrigt skulle lide overlast. Roger var rasende over, at byens ledere havde svigtet ham ved flere lejligheder, og da en af hans riddere, der havde været fange i Bari, påstod at have fået et øje stukket ud under fangenskabet, brugte Roger det som påskud til at få byens fyrste og hans ledende mænd dømt til hængning, mens flere andre fik konfiskeret deres værdier.
I november 1139 kunne Roger igen tage tilbage til Sicilien, og for første gang siden hans kroning brød der ikke et nyt oprør ud i hans fravær. Roger kunne i stedet koncentrere sig om at få skrevet en ny lovsamling, som skulle gælde hele kongeriget. Lovsamlingen, som talte 44 bestemmelser, blev første gang præsenteret, da kongen vendte tilbage til fastlandet i 1140, og fremlagde lovene i byen Ariano på grænsen mellem Apulien og Campanien. I samtiden blev lovene kendt som "Assiserne fra Ariano". Lovsamlingen gjorde meget ud af at beskrive kongens absolutte magt, og den var stærkt inspireret af kejser Justinians love. Der var imidlertid også gjort noget ud af at bekræfte, at de forskellige folkeslag og religioner i kongeriget kunne beholde deres tro og skikke – så længe de adlød kongen og hans embedsmænd. Foruden lovsamlingen introducerede Roger også en ny fælles mønt – dukaten – opkaldt efter hertugdømmet ("ducato") Apulien. Mønten var slået i sølv i Brindisi, men de første eksemplarer var dårligt præget, og krønikeskriveren Falco bemærker, "at de var mere af kobber end af sølv". Dukaten viste sig imidlertid at være sejlivet. I 1202 blev den indført i Venedig, og venetianerne begyndte fra 1284 også at fremstille den i guld. Med en standardiseret vægt på 3,5 g var den gangbar over hele Europa og den blev brugt som officiel mønt i Syditalien frem til Italiens forening i 1861. Først omkring udbruddet af 1. verdenskrig forsvandt den som betalingsmiddel i international handel, og de eksemplarer, der senere er slået, har været til samlerbrug.

### Rogers sidste år
Roger fremstod efter krigen som en af de mest betydningsfulde konger i Europa. Ved sit hof i Palermo samlede han betydningsfulde mænd, så som den berømte arabiske geograf Muhammad al-Idrisi og den græske historiker Nilus Doxopatrius. Lærde mænd var altid velkomne ved hoffet, og han udviste stor tolerance over for de trosretninger, folkeslag og sprog, der var samlet i hans rige. De administratorer, han udnævnte, var ofte grækere eller arabere, fordi de var oplært i en rodfæstet tradition for centraliseret styre. I hans tjeneste kunne man finde repræsentanter for forskellige folkeslag, som englænderen Thomas Brun, der var kaid (embedsmand) ved hoffet, og i flåden var der grækere som den tidligere nævnte Christodulus samt fra Mellemøsten Georg af Antiochia, der i 1132 blev ammiratus ammiratorum (emirernes emir), altså en slags førsteminister eller storvizir. Ammiratus-titlen blev senere på engelsk (og andre sprog) til admiral og kom til at betegne en leder af flådestyrker. Rogers opbygning af flåden gjorde kongeriget til den stærkeste sømagt i Middelhavet. Rogers højrehånd i opbygningen af kongerigets sømagt var Georg af Antiochia, som tidligere havde været i tjeneste hos den muslimske fyrste af Mahdia. Han stod i spidsen for de fleste af de erobringer, kongeriget gjorde for at erhverve støttepunkter og handelsstationer langs den afrikanske kyst i årene 1135-1153. Blandt erobringerne var Tripoli i 1146 og Bône i 1148. Disse områder gik dog tabt under sønnen Vilhelms styre. 
Det 2. korstog (1147-1148) gav Roger en glimrende anledning til at styrke sin strategiske position i Middelhavet. Rogers farligste fjender var den tyske konge Konrad 3. (han nåede aldrig at blive kronet til kejser) og den byzantinske kejser Manuel 1., og de to havde indgået en alliance, der når som helst kunne udløse et angreb på Roger. Roger prøvede først, via kardinal Theodwin, der var ivrig for at samle monarker til korstoget, at korrespondere med Konrad og at overtale ham til at afbryde alliancen. Det lykkedes ikke, så for at få et bedre militært udgangspunkt sendte Roger sin betroede admiral Georg af Antiochia til søs, mens de to alliancepartnere var optaget af at få korstogshærene transporteret tværs gennem Balkan og til Lilleasien. Georgs flåde stod ud fra Otranto i 1147 med 70 galejer og adskillige mindre skibe for at angribe Korfu. I følge historikeren Nicetas Choniates overgav øen sig straks, takket være Georgs bestikkelsespenge, der stod i behagelig kontrast til de kejserlige skatteopkrævninger, og normannerne blev modtaget som befriere. Georg efterlod en garnison på 1.000 mand, og sejlede videre til Peloponnes. Han plyndrede Athen og fortsatte så til de Ioniske Øer. Derpå plyndrede han kysten langs Euboea, bugten ved Korinth og han nåede så langt nordpå som Theben, hvor han plyndrede silkefabrikkerne og tog både damask, brokade og silkevæversker med sig. Georg af Antiochia afsluttede ekspeditionen med at plyndre byen Korinth, hvor han røvede resterne af Sankt Theodor, hvorefter flåden tungt belæsset returnerede til Sicilien. I 1149 generobrede byzantinerne imidlertid Korfu, og Georg blev sendt på en straffeekspedition mod selve hovedstaden Konstantinopel. Med kun 40 galejer havde han ikke tropper nok til at gå i land, men han plyndrede rige villaer uden for bymuren og skød nogle pile ind i haven til det kejserlige palads. Det vigtigste for Roger var, at han gennem diplomati og begrænsede militære operationer havde forhindret, at de to stærkeste magter på kontinentet fik held med at koordinere et angreb på ham.
Roger døde i Palermo den 26. februar 1154 og blev begravet i byens katedral. Han blev efterfulgt som konge af sin fjerde søn Vilhelm.

### Minder om Roger
Roger optræder på adskillige illustrationer, både i kirker og i samtidige bøger. Hans røde silkekåbe, vævet i de kongelige silkeværksteder i 1133, findes nu i det kejserlige skatkammer (Schatzkammer) på Hofburg i Wien. Han er hovedperson i operaen Kong Roger, skrevet i 1926 af den polske komponist Karol Szymanowski.

## Genealogi
```
 
ROGER 1.
 (c.1031 – 1101)
, greve af Sicilien (1062), o=o (1) 1061 Judith af Evreux (1050 – 1076)
     │                                               o=o (2) 1077 Eremberge af Mortain († 1087)
     │                                               o=o (3) 1087 Adelaide af Vasto (1074 – 1118)
     ├─1> Matilde af Hauteville (1062 – 1094) o=o Raimund 4. af Toulouse
     ├─1> Adelicia († 1096), o=o Henry, greve af Monte Sant'Angelo
     ├─1> Emma († 1120), o=o Rudolf Maccabeo, greve af Montescaglioso
     │ 
     ├─2> 
Mauger
, greve af Troina (c.1080 – c.1100)
     ├─2> Busilla (Felicia) (c.1080 – 1102), o=o Koloman, konge af Ungarn, 
     ├─2> Constance af Sicilien (c.1080 – 1138), o=o Konrad 2. af Italien 
     ├─2> Iolanda, o=o Robert af Bourgogne 
     ├─2> Judith, o=o Roberto 1. af Bassunvilla   
     │ 
     ├─3> 
SIMON af Sicilien
 (1093 – 1105)
, greve af Sicilien 1101
     ├─3> Matilde af Hauteville (c.1090 – 1119)   o=o (2)Rainulf 3. af Alife 
     └─3> 
ROGER 2. (1095 – 1154)
, greve (1105) derpå konge af Sicilien (1130)
          │           o=o (1) 1116 Elvira Alfonso af Castillien (1097 – 1135)
          │           o=o (2) 1149 Sibille af Borgogne (1126 – 1150)
          │           o=o (3) 1151 Beatrice af Rethel (c.1135 – 1185)
          │    
          ├─1> 
Roger 3. af Apulien (1118 – 1148)
, hertug af Apulien og Calabrien, (o=o) Bianca af Lecce
          │     └──> 
TANCRED (1138 – 1194)
, greve af Lecce, konge af Sicilien (1189 – 1194), o=o Sibylla af Acerra
          │          ├──> 
Roger 3. af Sicilien (1175 – 1193)
, medkonge af Sicilien 1193, o=o Irene Angelo 
          │          ├──> Costanza, o=o Pietro Ziani, doge af Venezia           
          │          ├──> Valdrada af Hauteville, o=o Jacopo Tiepolo, doge af Venezia
          │          ├──> Maria Albina af Lecce c.1175 – 1234), grevinde af Lecce, o=o 1200 Gauthier 3. af Brienne
          │          └──> 
WILLIAM 3. (1185 – 1198)
, konge af Sicilien (1194)
          │     
          ├─1> 
Tancred af Bari (c.1120 – 1138)
, fyrste af Bari (og Taranto)
          ├─1> 
Alfonso af Hauteville (c.1122 – 1144)
, fyrste af Capua, hertug af Napoli
          ├─1> 
VILHELM 1.
 
(den onde)
 (1131 – 1166)
, konge af Sicilien (1154 – 1166), o=o Margarita af Navarra
          │    ├──> 
Roger 4. af Apulien (1150 – 1161)
, hertug af Apulien      
          │    ├──> 
VILHELM 2.
 
den gode
 (1153 – 1189)
, konge af Sicilien (1166 – 1189), o=o 1177 Joan af England (1165-1199)
          │    ├──> 
Henri af Hauteville (1158 – 1172)
, fyrste af 
Capua

          │    └──> Matina, o=o Margarito af Brindisi
          │
          ├─1> Adelicia (c.1130 – ?), o=o Gozzolino af Loreto    
          ├-N> 
Simon af Taranto

          │     
          └─3> 
Constanza af Hauteville
 (1154 – 1198), o=o 
Henrik 6.
 (1165 – 1197) tysk-romersk kejser (1191 – 1197)
               └──> 
Frederik 2.
 (1194 – 1250), tysk-romersk kejser (1212 – 1250)
```